# Robert Stanley
Pour les articles homonymes, voir Robert, Stanley et Robert Stanley (homonymie).
Robert Carter Stanley, né le 28 mars 1918 au Kansas et décédé le 12 août 1996 en Floride, est un illustrateur américain célèbre pour ses couvertures de livre de poche,,.

## Biographie
Avec Gerald Gregg (en), Robert Stanley était l'un des deux artistes de couverture de livre de poche les plus prolifiques chez Dell Publishing Company pour qui Stanley a travaillé de 1950 à 1959.
Stanley a également travaillé pour d'autres éditeurs de livres de poche importants tels que Bantam Books et Signet Books.

## Illustrations

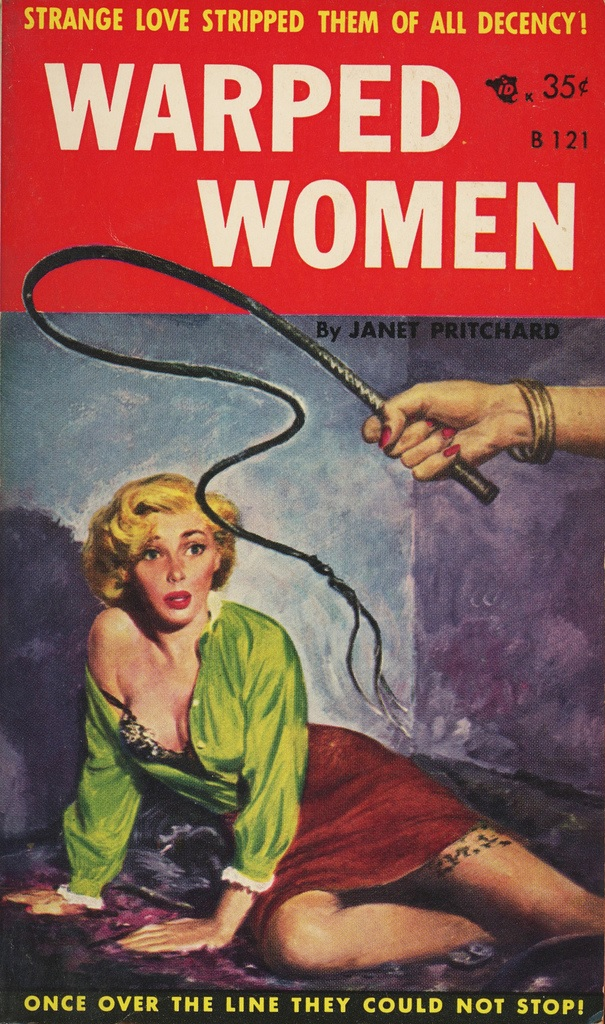
Warped Women, 1956
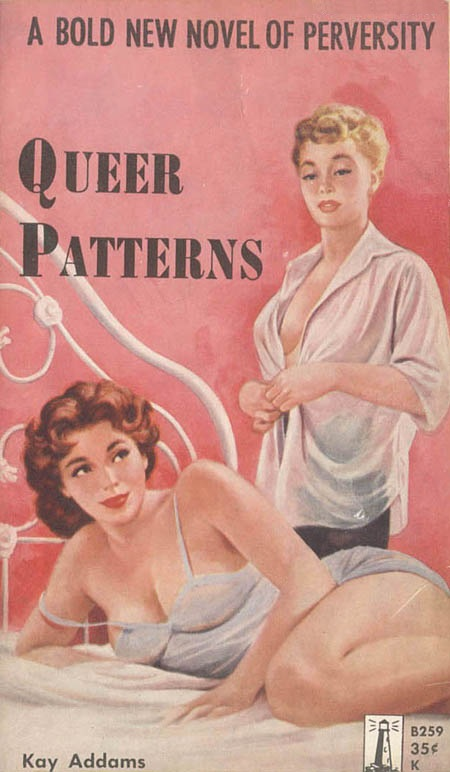
Queer Patterns, 1959
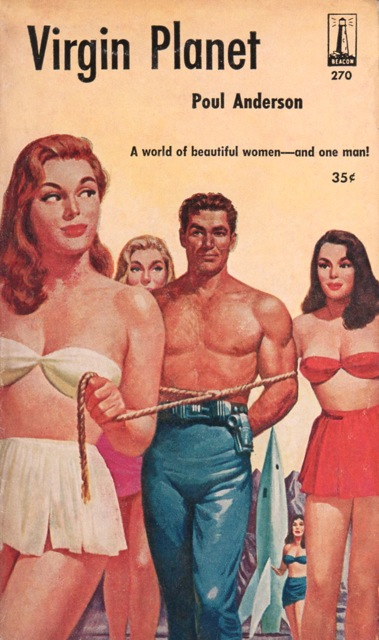
Virgin Planet, 1960